# كاتارزينا توما
كاتارزينا توما (بالبولندية: Katarzyna Toma)‏ هي لاعبة شطرنج بولندية، ولدت في 16 سبتمبر 1985 في تشيستوخوفا في بولندا.

## وصلات خارجية
- كاتارزينا توما على موقع الاتحاد الدولي للشطرنج (الإنجليزية)
- كاتارزينا توما على موقع مباريات الشطرنج (الإنجليزية)
- كاتارزينا توما على موقع 365Chess.com (الإنجليزية)
- كاتارزينا توما على موقع Chesstempo.com (الإنجليزية)
- كاتارزينا توما على موقع اتحاد المراسلات الدولية للشطرنج (الإنجليزية)